# 陳文友 (永樂進士)
陳文友（14世紀—15世紀），字希賢，四川重慶府長壽縣人，明朝政治人物。

## 生平
陳文友是永樂元年（1403年）甲申科舉人，次年（1404年）聯捷進士，獲授庶吉士，外任呈貢知縣，調往昆明，個性和樂平易，為政扼要，有循良聲譽，官至太常寺卿。

## 引用
1. 1 2  民國《長壽縣志·卷五·人事部第二》：陳文友，字希賢，正統間由呈貢知縣，調昆明，處心樂易，政舉大綱，有循良之稱。 《雲南通志》
2. ↑  天啟《滇志·卷十三·官師志第七》：昆明縣知縣 陳文友 長壽人，進士……俱永樂間任
3. ↑  民國《長壽縣志》·卷六·人事部第三：科舉 進士……陳文友 永樂二年甲申科曾棨榜，《通志》作陳友文，官翰林院庶吉士，改授呈貢知縣，調昆明，至太常寺卿……舉人……陳文友 永樂九【元】年癸未科，見進士
4. ↑  四庫全書《雲南通志·卷十九·名宦》：陳文友 字希賢，四川長壽人，正統間由呈貢知縣，調昆明，處心樂易，政舉大綱有循良之稱。